# Рамбрух (комуна)
Рамбрух (люксемб. Rammerech, фр. Rambrouch, нім. Rambrouch) — комуна Люксембургу. Входить до складу кантону Реданж в окрузі Дикірх.

## Географія
Площа території комуни становить 79,09 км² (2-е місце за цим показником серед 116 комун Люксембургу).
Висота найвищої точки комуни над рівнем моря складає 554 метрів (2-е місце за цим показником серед комун країни), найнижчої — 311 метрів (107-е місце).

## Демографія
Станом на 2011 рік на території комуни мешкало 3 903 ос.
Динаміка чисельності населення:

## Адміністративний поділ
До складу комуни входять такі поселення:
| Поселення   | Населення за даними переписів: | Населення за даними переписів: | Населення за даними переписів: |
| Поселення   | на 31.03.1981                  | на 01.03.1991                  | на 15.02.2001                  |
| ----------- | ------------------------------ | ------------------------------ | ------------------------------ |
| Арсдорф     | 233                            | 241                            | 228                            |
| Бігонвіль   | 370                            | 398                            | 450                            |
| Більсдорф   | 78                             | 78                             | 114                            |
| Ешетт       | 34                             | 31                             | 32                             |
| Фольшетт    | 204                            | 242                            | 273                            |
| О-Мартеланж | 46                             | 27                             | 30                             |
| Гольц       | 171                            | 174                            | 185                            |
| Гоштерт     | 190                            | 186                            | 341                            |
| Кетшетт     | 51                             | 63                             | 118                            |
| Перль       | 454                            | 520                            | 612                            |
| Рамбрух     | 357                            | 367                            | 379                            |
| Ромбах      | 156                            | 158                            | 231                            |
| Вольвеланж  | 196                            | 256                            | 339                            |